# Richfield (Kansas)
Pour les articles homonymes, voir Richfield.
Richfield est une ville américaine située dans le comté de Morton, au Kansas. Selon le recensement de 2020, sa population est de 30 habitants.